# Le Trésor de la montagne sacrée
Pour les articles homonymes, voir Montagne sacrée (homonymie).
Pour plus de détails, voir Fiche technique et Distribution.
Le Trésor de la montagne sacrée (Arabian Adventure) est un film britannique réalisé par Kevin Connor, sorti en 1979.

## Synopsis
Un magicien adepte de la magie noire, Alquazar, obtient des forces du mal, en échange de son âme, le secret pour devenir le maître du monde. Mais les deux héros, le jeune Majeed et le prince Hasan, vont tout faire pour l'en empêcher.

## Fiche technique
- Titre français : Le Trésor de la montagne sacrée
- Titre original : Arabian Adventure
- Réalisation : Kevin Connor
- Scénario : Brian Hayles
- Musique : Ken Thorne
- Photographie : Alan Hume
- Montage : Barry Peters
- Production : John Dark
- Société de production : EMI Films
- Société de distribution : British Lion Film Corporation
- Pays :  Royaume-Uni
- Langue : anglais
- Format : Couleur - Dolby - 35 mm - 1.85:1
- Genre : Aventures, Fantastique
- Durée : 94 min
- Dates de sortie : 5 juillet 1979  Royaume-Uni
 21 novembre 1979  États-Unis

## Distribution
- Christopher Lee (VF : Edmond Bernard) : Alquazar
- Oliver Tobias (VF : Pierre Arditi) : Le Prince Hasan
- Puneet Sira : Majeed
- Milo O'Shea (VF : Jacques Ferrière) : Khasim
- Emma Samms (VF : Martine Messager) : La Princesse Zuleira
- Mickey Rooney (VF : Jacques Dynam) : Daad El Shur
- John Wyman : Bahloul
- John Ratzenberger (VF : Philippe Ogouz) : Achmed
- Peter Cushing (VF : Georges Atlas) : Wazir Al Wuzara
- Capucine : Vahishta
- Shane Rimmer (VF : Claude Joseph) : Abu
- Hal Galili (VF : Henry Djanik) : Asaf
- Art Malik : Mamhoud
- Jacob Witkin (VF : Jacques Deschamps) : Omar, l'orfèvre
- Elisabeth Welch (VF : Marie Francey) : la femme aveugle
- Cengiz Saner (VF : Claude Joseph) : Abdulla
- Albin Pahernik (VF : Henry Djanik) : Asham (Akhab en VF)

## Autour du film
- Christopher Lee, qui s'est toujours déclaré grand admirateur de l'acteur allemand Conrad Veidt, tient ici un rôle qui n'est pas sans rappeler celui de Jaffar tenu par ce dernier dans Le Voleur de Bagdad (1940) de Ludwig Berger et Michael Powell.
- Ce film a aussi servi d'inspiration pour le film Aladdin des studios Disney, notamment pour le décor.

## Distinctions
- Nomination au Saturn Award du meilleur film fantastique 1980
- Nomination au Saturn Award du meilleur acteur 1980 (Christopher Lee)
- Nomination au Saturn Award de la meilleure musique 1980 (Ken Thorne)